# Giovanni Capodivacca
Giovanni Capodivacca, noto anche con lo pseudonimo di Gian Capo (Cervarese Santa Croce, 1º marzo 1884 – Milano, 21 dicembre 1934), è stato un giornalista, commediografo e critico teatrale italiano.

## Biografia
Nato in provincia di Padova in una famiglia di modesti proprietari terrieri, dopo avere insegnato come maestro elementare a Padova, si trasferì a Milano dove divenne giornalista. Socialista interventista, fu dal primo numero del 15 novembre 1914 redattore e critico teatrale de Il Popolo d'Italia fondato da Mussolini.
Nel gennaio del 1915, alla prima seduta del comitato direttivo della sezione socialista milanese, si schierò decisamente contro l'ipotesi di uno sciopero generale all'atto della mobilitazione militare definendo l'eventualità come un "errore colossale" apportatore di stragi civili. Lo sciopero sarebbe rientrato in una serie di iniziative anti-belliciste promosse dal comitato stesso.
Dall'aprile del 1918 collaborò alla rivista Il Rinnovamento fondata il mese prima dal giornalista e sindacalista Alceste de Ambris.
Voltosi ormai a posizioni di acceso nazionalismo, Capodivacca abbracciò il nuovo movimento di Mussolini e il 23 marzo 1919, nel salone del circolo dell'Alleanza industriale e commerciale in piazza San Sepolcro a Milano, fu presente alla fondazione dei Fasci italiani di combattimento.
Dopo pochi mesi, però, la sua adesione convinta al progetto politico del "duce" parve vacillare, tanto che il 5 dicembre di quello stesso anno Capodivacca e il collega redattore del Popolo d'Italia Arturo Rossato fecero pervenire a Mussolini una lettera di dimissioni dai loro rispettivi incarichi dettata dalla decisione di non volere insistere con un modello di stampa violenta, che ritenevano inopportuna di fronte alla mutata situazione politica del dopoguerra. Le dimissioni produssero una accesa polemica giornalistica e politica che coinvolse il neonato movimento fascista in un supposto scandalo che vedeva finanziamenti occulti raccolti dal quotidiano a favore dell'organizzazione di bande armate di ex arditi operanti a Milano.
Da quel momento l'attività di Capodivacca si rivolse principalmente a quella di narratore e di commediografo: nel solco della narrativa per bambini e nella scrittura di testi scolastici (alcuni furono adottati come libri di testo obbligatori per le scuole elementari) nel 1920 a Firenze pubblicò La leggenda dorata ed altre novelle, raccolta di dodici racconti brevi per ragazzi, e nel 1921, a Milano, il romanzo La luce nel deserto; poi, insieme al Rossato, la commedia in veneziano Nina, non far la stupida in 3 atti.
Dal 1923 al 1927 Capodivacca fu redattore capo del quotidiano Il Secolo che il 1º aprile 1927 si fuse con La Sera in un unico organismo di cui assunse la direzione. Si trasferì poi a Parigi a capo dell'ufficio di corrispondenza del quotidiano milanese Corriere della Sera; tornato a Milano, fu direttore dell'ufficio stampa del Comune e di quello del Teatro alla Scala, che lasciò nel 1933.
Capodivacca morì improvvisamente a Milano all'età di 50 anni la mattina del 21 dicembre 1934 in seguito ad angina pectoris. Riposa in un colombaro del Cimitero Monumentale.